# 羅斯鎮區 (愛荷華州泰勒縣)
羅斯鎮區（英語：Ross Township）是位於美國愛荷華州泰勒縣的一個行政鎮區。

## 地方資料
根據2010年美國人口普查的數據，羅斯鎮區的面積為79.97平方千米，當中陸地面積為79.45平方千米，而水域面積為0.52平方千米。當地共有人口184人，而人口密度為每平方千米2.3人。